# Emma Nitti
Emanuela Iovannitti, nota anche con lo pseudonimo di Emma Nitti e Grace Hall (Roma, luglio 1977), è un'attrice, showgirl, regista e produttrice cinematografica italiana.

## Biografia
Debutta a teatro nel 1997 nell’Ippolito di Euripide, diretta da Renato Riccioni, accanto ad Antonio Pierfederici e Riccardo Polizzy Carbonelli. Dopo numerose esperienze in ambito teatrale, cortometraggi e film indipendenti, nel 2004 ottiene un ruolo nel film Mary di Abel Ferrara, vincitore del Gran premio della giuria alla 62ª Mostra internazionale d'arte cinematografica di Venezia. Mary, su IMDb. URL consultato il 9 aprile 2025.
Successivamente interpreta ruoli da protagonista in singoli episodi di serie televisive italiane come La squadra VIII, Don Matteo 7, La stagione dei delitti II, Ho sposato uno sbirro II e Il Restauratore, diretta da registi quali Pier Paolo Gay, Elisabetta Marchetti, Donatella Maiorca, Luca Miniero e Enrico Oldoini.
Nel 2007 entra nel cast della soap opera Un posto al sole nel ruolo di Monica Cervone.
Nel 2011 interpreta Maya nel film Cara, ti amo... di Gian Paolo Vallati, vincitore della decima edizione del Rome Independent Film Festival. Nello stesso anno recita il ruolo di Paola nel film Cinque di Francesco Maria Dominedò, accanto ad Alessandro Borghi, Matteo Branciamore, Christian Marazziti, Alessandro Tersigni e Giorgia Wurth. Per questa interpretazione riceve il premio come Migliore Attrice al Circeo Film Festival e una menzione speciale al Mompeo in corto 2011.
Trasferitasi a Los Angeles, prende parte al film Fate the MaThor di Admire Simbarasi e al cortometraggio Tally, diretto da Riley Cloyd.
Partecipa inoltre a produzioni dirette da Sebastiano Montresor, Cristina Puccinelli, Ciro De Caro e Lamberto Bava. In ambito pubblicitario è diretta da registi come Gabriele Muccino, Matteo Pellegrini e Magnus Reed. Nel 2008 è protagonista, accanto a Gigi Proietti, di una serie di spot pubblicitari per Kimbo, diretti da Marcello Cesena.

## Carriera nel burlesque
A partire dal 2009 si specializza nel burlesque, adottando lo pseudonimo Grace Hall. In breve tempo diventa una delle performer italiane più note a livello internazionale, venendo definita dalla stampa come la "Regina italiana del Burlesque".
Nel 2010 fonda Il Tempio del Burlesque, progetto formativo e terapeutico rivolto alle donne, con l'obiettivo di sviluppare consapevolezza corporea e accettazione di sé attraverso il burlesque.
Tra il 2010 e il 2020 è ospite in numerose trasmissioni televisive, tra cui Domenica 5, Cominciamo bene condotta da Michele Mirabella, Guardami, Beauty&Me, Linea blu, Waratte Koraete, programma del canale giapponese Nippon TV e Sottovoce con Gigi Marzullo.
Nel 2013, 2014 e 2017 è madrina e conduttrice del palco principale del Summer Jamboree, il più grande festival europeo dedicato alla cultura americana degli anni '40 e '50.
Nel 2014 cura la direzione artistica e le coreografie delle scene burlesque del film Pane e burlesque di Manuela Tempesta, prodotto da Lucisano Media Group e interpretato da Laura Chiatti, Michela Andreozzi e Sabrina Impacciatore.
Nel 2015 è nominata Miglior performer burlesque dall’edizione italiana di GQ.
Nel 2016 fonda la casa di produzione cinematografica Zed Film. Con essa produce e dirige nel 2018 il documentario Burlesque Extravaganza, disponibile su Amazon Prime Video.

## Filmografia

### Cinema
Giulia, regia di Ciro De Caro (2020)
Come pesci rossi sul divano, regia di Cristina Puccinelli (2020)
La settimana, regia di Cristina Puccinelli (2019)
La banda dei tre, regia di F. M. Dominedò (2019)
Twins, regia di Lamberto Bava (2017)
Quel venerdì 30 dicembre, regia di Tonino Abballe (2016)
Fate of a MaThor, regia di Admire Simbarasi (2015)
Tally, regia di Ridley Cloyd (2015)
Cara ti amo..., regia di Gian Paolo Vallati (2011)
5 (Cinque), regia di F. M. Dominedò (2010)
Viaggio Sexploitation, regia di Sebastiano Montresor (2009)
Taxi, regia di Marco Arturo Messina (2009)
Educate perversioni, regia di Alessandro Raimondi (2009)
The Hangedman, regia di F. M. Dominedò (2008)
Disco Magic Theatre, regia di Andrea Maulà (2007)
Ecc3ssi, regia di F. M. Dominedò (2006)
Coffin Carriers, regia di F. M. Dominedò (2006)
In amore, regia di Andrea Menghini (2006)
Mary, regia di Abel Ferrara (2005)
Forse sì... forse no..., regia di Stefano Chiantini (2003)
La notte bianca, regia di Edgardo Fiorini (2003)
Smkangels, regia di Giancarlo Angel Kiwomiak (2000/2001)
Senza titolo, regia di Daniele Atzeni (1999)
La natura morta dell'anima, regia di Giancarlo Palermo Raimondi (1999)
La voce del silenzio, regia di Giancarlo Palermo Raimondi (1998)
Il fiore magico, regia di Daniele Atzeni (1998)

### Televisione
Sottovoce - Rai 1, 2020
Waratte Koraete - Nippon Tv (Japan), 2018
Love Snack - Italia 1 - Greta, 2016
La vie Rhose di Henrique La Plane - Betta, 2016
Vedo nudo - SKY di Alberto D'Onofrio, 2015
Lady Grace di Francesco M. Dominedò - Grace Hall, 2013/4
Il Restauratore di Enrico Oldoini - Monica Smedile, 2013
Virus di Monica Gambino - Grace Hall, 2010
Ho sposato uno sbirro II di Luca Miniero - Caterina D'Avanzo, 2010
Don Matteo VII di Elisabetta Marchetti - Vittoria Galasso, 2009
La squadra VIII di Pier Paolo Gay - Rita Consoli, 2007
Un posto al sole - Registi vari - Monica Cervone, 2007
La stagione dei delitti 2 di Daniele Costantini/Donatella Majorca - Marta Mariotti, 2006
X Rated di Monica Repetto - Belinda, 2005
Via Zanardi, 33 di Antonello De Leo - Coinquilina di Lucia, 2000

## Teatro
Grace Tricks Revue di E. Nitti - Grace Hall, 2025/14
Extraordinaire Magique - Emma Nitti, 2020/19
The Burlesque Legend di E.Nitti - Grace Hall, 2019
Burlesque extravaganza di E. Nitti - Grace Hall, 2017
Extraordinaire Burlesque di E. Nitti - Grace Hall, 2016
Hollywood Diva & Gangsters 1920/40 di E. Nitti - Grace Hall, 2015
Cabaret Burlesque di E.Nitti - Grace Hall, 2016/15/14
Profumi di Varietà di E. Nitti - Grace Hall, 2014
Musical Grace Hall - Grace Hall, 2014/13/12/11/10
Varie-Tease di E. Nitti - Grace Hall, 2012
Novecento di Ilenia Costanza - Grace Hall, 2011
D.A.d.P. Dignità autonome di prostituzione di Luciano Melchionna - Grace Hall, 2010/11
Due sul ponte di Valentina Fratini - Mara, 2009
La donna del mare remix di Massimiliano Perrotta - Elida, 2006
La fine di una giornata di Massimiliano Perrotta - Voce narrante, 2006
I Criminali di G..Kiwomiak - Geronimo&Lisa, 2003
Nel tempio del ragno di G.A. Kiwomiak - Demonia, 2002
Racconto di inverno di Roberto Pacini - Leonte, 2001
Il fiore ambiguo dell'Io di Roberto Pacini - Sybil Vane, 2000
Due dozzine di rose scarlatte di Irmo Bogino - Marina, 2000
Goldoni quel seccatore di Luca Negroni - Colombina, 1999
Povero Amore di Massimiliano Zarrilli - Lucia, 1998
Mistero della natività, passione e resurrezione di A.Pierfederici - Madonna, 1998
Paura di buscarle di G.Courteline - La moglie, 1998
Ippolito di Renato Riccioni - Corifea, 1997

## Riconoscimenti
Premio Sorriso Diverso Menzione Speciale per Burlesque Extravaganza - Festival Tulipani di seta nera (2021)
Migliore attrice per Cinque - Festival del Circeo (2011)
Premio per la versatilità artistica - Mompeo In corto (2011)